# İçərişəhər
İçərişəhər (do 2008 r. Bakı Soveti) – stacja początkowa linii 1 metra w Baku, położona za stacją Sahil. Została otwarta 6 listopada 1967.
Projekt stacji otrzymał nagrodę Rady Ministrów Azerbejdżańskiej SRR.

## Opis
Stacja została otwarta 6 listopada 1967 roku w ramach pierwszego etapu budowy metra między stacjami Bakı Soveti – Nəriman Nərimanov. W pobliżu stacji położona jest najstarsza część miasta.